# محاصره پرینتوس
محاصره پرینتوس (۳۴۰ پ. م) محاصره ناموفق شهر پرینتوس به دست فیلیپ دوم مقدونی برای شکست نیروهای آتنی و تسخیر شهر بود. این محاصره در کنار محاصره ناموفق بیزانتیوم انجام گرفت. هر دو محاصره کمی پیش از چهارمین جنگ مقدس رخ دادند.